# Przejście graniczne Chochołów-Suchá Hora
Przejście graniczne Chochołów-Suchá Hora – polsko-słowackie drogowe przejście graniczne, położone w województwie małopolskim, w powiecie nowotarskim, w gminie Czarny Dunajec, w miejscowości Chochołów, zlikwidowane w 2007.

## Opis
Przejście graniczne Chochołów-Suchá Hora z miejscem odprawy granicznej po stronie słowackiej w miejscowości Suchá Hora zostało utworzone w kwietniu 1995. Czynne było przez całą dobę. Dopuszczony był ruch osobowy, towarowy o dopuszczalnej masie całkowitej do 7,5 tony i mały ruch graniczny.
Do przejścia granicznego po stronie polskiej prowadziła droga wojewódzka nr 959, a po stronie słowackiej nr 520.
21 grudnia 2007 na mocy układu z Schengen przejście graniczne zostało zlikwidowane.

### Przejścia graniczne z Czechosłowacją
W okresie istnienia Czechosłowackiej Republiki Socjalistycznej funkcjonowały w tym miejscu polsko-czechosłowackie przejścia graniczne:
- Chochołów-Suchá Hora – małego ruchu granicznego I kategorii. Zostało utworzone 13 kwietnia 1960[4]. Czynne w godz. 5.00–20.00 w okresie letnim (maj–październik) i w godz. 8.00–18.00 w okresie zimowym (listopad–kwiecień). Dopuszczony był ruch osób i środków transportu na podstawie przepustek z wszelkich względów przewidzianych w Konwencji. Kontrola celna wykonywana była przez organy celne[5]. Kontrolę graniczną osób, towarów oraz środków transportu wykonywała Strażnica WOP Podczerwone.
- Chochołów – drogowe (lata 60. XX w.). Dopuszczony był ruch osobowy turystyczny. Czynne w godz. 5.00–20.00 w okresie letnim (maj–październik) i w godz. 8.00–18.00 w okresie zimowym (listopad–kwiecień)[6]. Kontrolę graniczną osób, towarów oraz środków transportu wykonywała Strażnica WOP Podczerwone.
- Chochołów – drogowe. Czynne w godz. 6.00–20.00 w okresie letnim (maj–październik) i w godz. 7.00–18.00 w okresie zimowym (listopad–kwiecień). Rodzaj ruchu granicznego: osobowy, towarowy[7] i od 28 grudnia 1985 roku mały ruch graniczny I kategorii[8][9].

Tylko dla obywateli:

1. Ludowej Republiki Bułgarii
2. Czechosłowackiej Republiki Socjalistycznej
3. Niemieckiej Republiki Demokratycznej
4. Polskiej Rzeczypospolitej Ludowej
5. Socjalistycznej Republiki Rumunii
6. Węgierskiej Republiki Ludowej.

W II RP istniało polsko-czechosłowackie przejście graniczne Chochołów-Suchá Hora (miejsce przejściowe po drogach ulicznych), na drodze celnej Chochołów (polski urząd celny Czarny Dunajec, posterunek Chochołów) – Suchá Hora (czechosłowacki urząd celny Suchá Hora). Dopuszczony był mały ruch graniczny. Przekraczanie granicy odbywało się na podstawie przepustek: jednorazowych, stałych i gospodarczych.

## Galeria

Przejście graniczne Chochołów-Suchá Hora
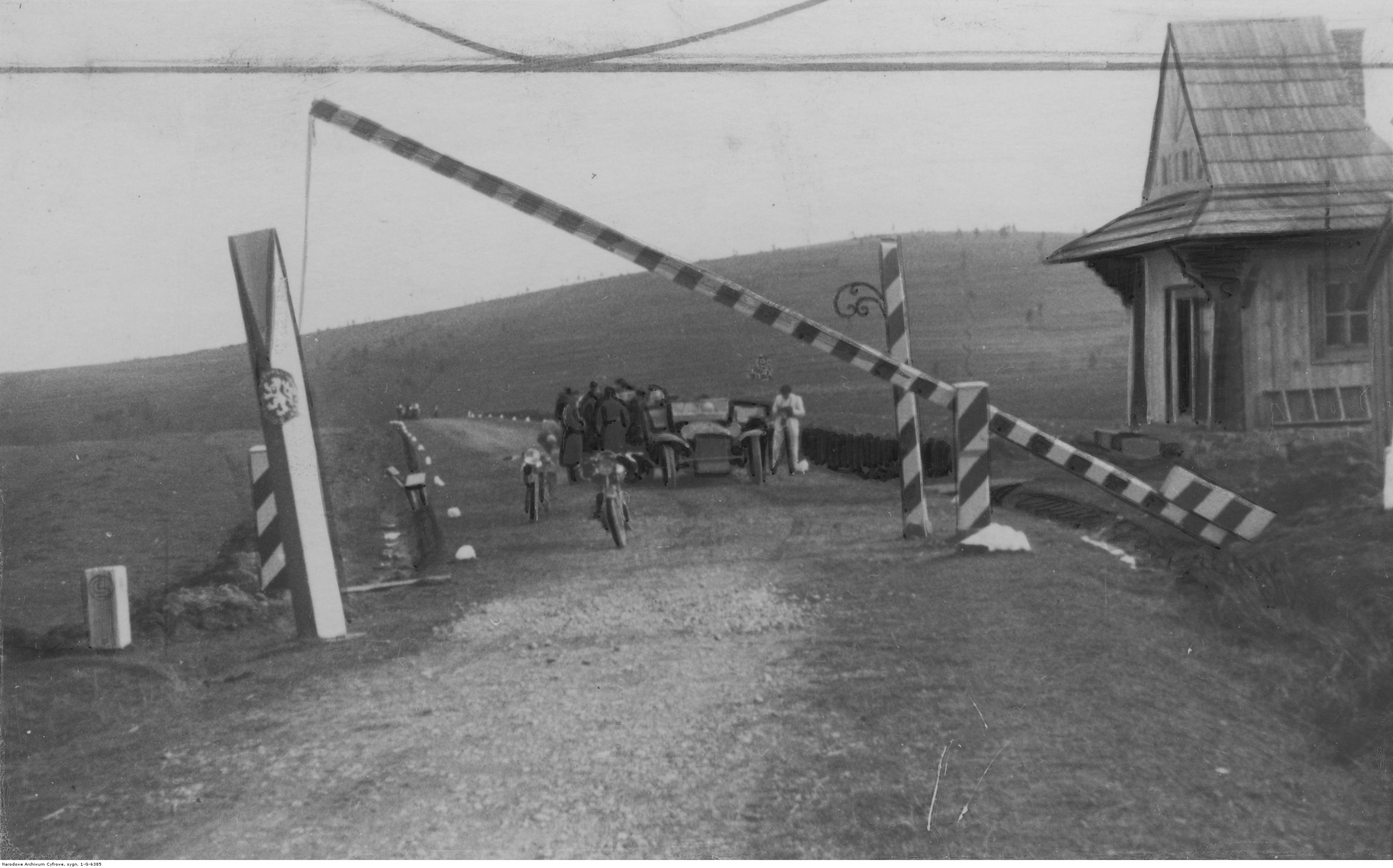
(1934)
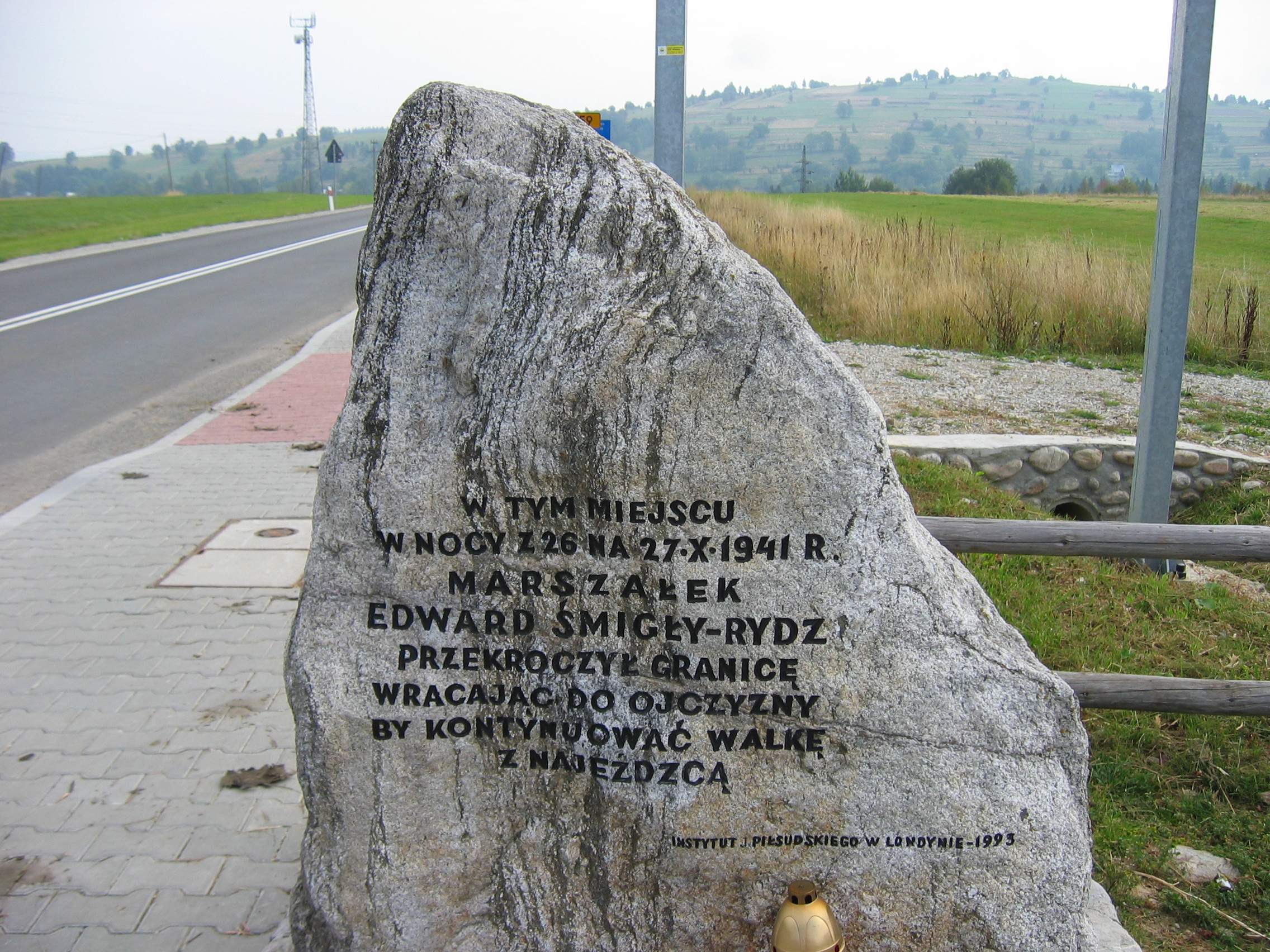
Miejsce przekroczenia granicy przez marszałka Edwarda Rydza-Śmigłego w 1941
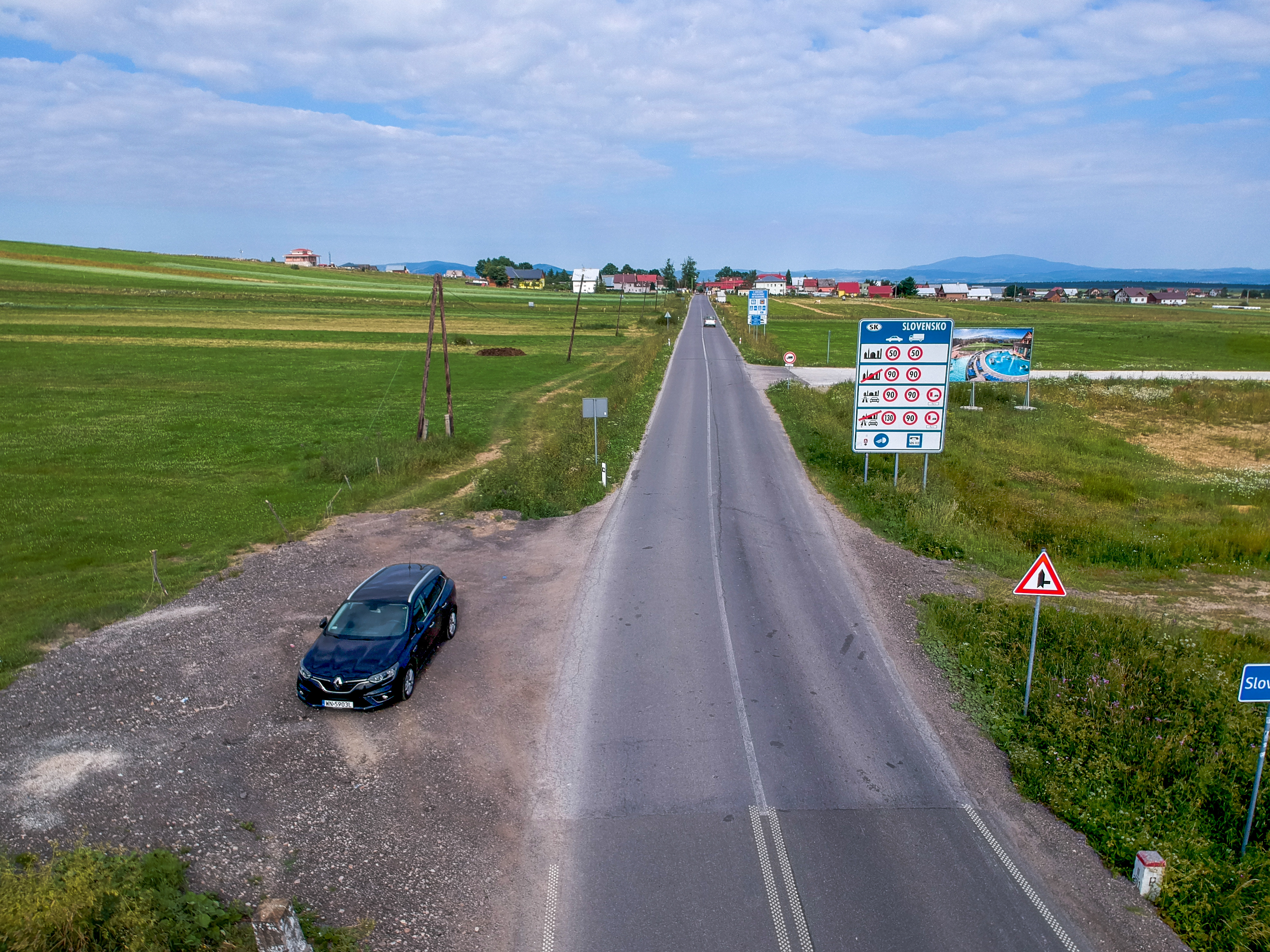
(lipiec 2019)